# Hela Ben Youssef
Hela Ben Youssef (arabe : هالة بن يوسف) est une femme politique tunisienne.

## Biographie
Née en Tunisie dans une famille militante, Hela Ben Youssef s'installe en France pour poursuivre ses études universitaires et obtient un diplôme de l'université Bordeaux-IV.
Active au sein de la société civile pendant une quinzaine d'années, Hela Ben Youssef s'engage en politique après la révolution de 2011 et intègre le parti politique Ettakatol. Elle participe aux élections constituantes de 2011, aux élections législatives de 2014 et à celles de 2019 sur la liste d'Ettakatol pour la première circonscription de la France.
Le 10 septembre 2017, lors du 3e congrès d'Ettakatol, elle est élue vice-présidente du parti.
En mars 2018, elle est élue vice-présidente de l'Internationale socialiste des femmes chargée de la région méditerranéenne nord/sud. Elle est la première Tunisienne à accéder à ce poste.